# نوینکیرشن (وستروالدکرایس)
نوینکیرشن (به آلمانی: Neunkirchen) یک شهر در آلمان است که در وستروالدکرایس واقع شده‌است. نوینکیرشن ۵۷۰ نفر جمعیت دارد.